# Shahin
Shahin (o Šahin) (fl. VII secolo) è stato un generale persiano.
Combatté nella guerra romano-persiana del 602-628, nel corso della quale i Sasanidi occuparono Siria, Palestina, Egitto e Mesopotamia, minacciando la stessa Costantinopoli. Nel 615 Sahrbaraz devastò con il suo esercito l'Anatolia avanzando fino a Calcedone, a poche miglia da Costantinopoli. Eraclio, l'Imperatore d'Oriente, si recò da lui e gli offrì la pace. Shahin disse che se voleva la pace doveva inviare un'ambasciata dallo scià di Persia Cosroe II, che forse gliela avrebbe concessa. Ma quando l'ambasciata bizantina si recò da Cosroe il sovrano sasanide si adirò moltissimo, dicendo loro che avrebbe concesso la pace ai Bizantini solo quando gli sarebbe stato portato ai suoi piedi Eraclio incatenato e convertito allo Zoroastrismo. Cosroe II fece uccidere gli ambasciatori bizantini. Secondo Gibbon, Cosroe punì anche Shahin per avergli inviato l'ambasciata ordinando che venisse scuoiato vivo, tuttavia questo è evidentemente un errore dato che Shahin combatté contro i Bizantini fino al 626 quindi non può essere stato scuoiato vivo.
Nel 625 Shahin fu il comandante di uno dei tre eserciti persiani che vennero mandati per tentare di fermare la vittoriosa avanzata di Eraclio; Eraclio tentò di impedire la loro fusione in un unico esercito, attaccandoli nella primavera del 625, ma non riuscì a impedire che quelli di Shahvaraz e di Shahrblaganaz si ricongiungessero; i due generali commisero però l'errore di attaccare Eraclio e il suo esercito senza attendere l'arrivo di Shahin e vennero sconfitti in battaglia a Tigranocerta, dove Shahrblaganaz trovò la morte; infine Eraclio affrontò anche l'esercito di Shahin, sconfiggendo anch'esso.
Cosroe II comunque non si diede per vinto e rispose alla controffensiva di Eraclio stringendo un'alleanza con gli Avari e formando tre grossi eserciti: il primo di 50.000 uomini, soprannominati le lance d'oro, fu mandato contro Eraclio e le sue truppe; il secondo aveva l'incarico di prevenire il ricongiungimento tra l'esercito di Eraclio e quello del fratello Teodoro, e il terzo aveva l'incarico di assediare, insieme agli Avari, Costantinopoli. Tutti a questo punto si aspettavano che Eraclio sarebbe accorso in difesa della sua capitale, ma Eraclio fece l'esatto contrario. Inviò Teodoro ad affrontare l'esercito di Shahin, che aveva invaso la Mesopotamia mentre egli stesso (che aveva intenzione di stringere un'alleanza con i Cazari), con il grosso dell'esercito, si diresse in Lazica per incontrare il khan dei Cazari, inviando solo 12.000 uomini in difesa della capitale.
Alla fine la sua strategia risultò vincitrice. Infatti l'assedio della capitale bizantina, avvenuto nel 626, fallì grazie all'inespugnabilità delle Mura Teodosiane e a 12.000 cavalieri inviati da Eraclio per difendere la città; Teodoro (Eraclio secondo lo storico Howard-Johnston) inoltre sconfisse, grazie a una provvidenziale tempesta di grandine che cadde solo sui soldati sasanidi, l'esercito di Shahin che, nella disperazione per la sconfitta, si suicidò.